# Jo Gap-je
Cho Gab-je (hangeul : 조갑제, hanja : 趙甲濟 ; né le 24 octobre 1945) est un journaliste politique conservateur sud-coréen et un homme d'affaires. Il a été éditeur en chef du Wolgan Chosun et a écrit plusieurs livres dont une biographie du président Park Chung-hee.
Cho Gabje est né dans la préfecture de Saitama au Japon et a grandi à Busan.